# Michel Klein
Michel Klein (Sighet, Romênia, 19 de abril de 1921 – Rueil-Malmaison, França, 19 de outubro de 2024) foi um veterinário francês nascido na Romênia. Ele era conhecido por seu trabalho veterinário em animais de zoológico, bem como por seus programas de conscientização na televisão em favor dos direitos dos animais em todo o mundo. Ele apareceu em programas como Club Dorothée, 30 million d'amis, Télématin e Terre attention danger.

## Biografia
Klein nasceu em 19 de abril de 1921 em Sighet, no noroeste da Romênia. Sua família era judia. Na década de 1930, seus pais o enviaram para a França para estudar. Ele frequentou a escola veterinária na École nationale vétérinaire de Toulouse. Durante a Segunda Guerra Mundial, ele se juntou à rede Prunus, uma agência do Special Operations Executive antes de fugir para a Espanha quando sua rede de resistência foi desmantelada pelos alemães. Seus pais e irmã foram deportados da Romênia para Auschwitz, de onde apenas sua irmã voltou.
Klein retornou à França após a guerra e, na década de 1950, abriu uma das primeiras clínicas veterinárias em Paris. A partir da década de 1960, ele fez aparições regulares na televisão em programas que promoviam o bem-estar animal, incluindo Je cherche un maître, Les Animaux du monde, 30 million d'amis e Terre, attention danger na TF1, que ele apresentou por mais de dez anos com Dorothée. Ele propôs o projeto que levou ao capítulo II da Lei de 10 de julho de 1976, que criou proteções para animais. Ele também fez a proposta inicial de identificar cães por tatuagem.
Klein atuou como vice-presidente da Société Protectrice des Animaux de 1960 a 1978. Ele foi cofundador do Conselho Nacional de Proteção Animal e trabalhou com Jacques Chirac para estabelecer a Escola de Cães-Guia de Paris para Cegos e Deficientes Visuais (em francês: l'Ecole des chiens guides pour aveugles et malvoyants de Paris). Em 1994, ele foi nomeado Cavaleiro da Legião de Honra pelo então Primeiro-Ministro Edouard Balladur. Em 2021, ele recebeu a medalha de prata da Ordem dos Veterinários.
Klein publicou um livro sobre sua vida adulta, intitulado Ces Bêtes qui m'ont fait Homme. Ele era casado com Marie-Christine Klein.
Klein morreu em 19 de outubro de 2024, aos 103 anos, em Rueil-Malmaison, Hauts-de-Seine.

## Publicações
- Klein, Michel (1976). Ces bêtes qui m'ont fait homme [Essas feras que me fizeram homem] (em francês). [S.l.]: R. Laffont. ISBN 978-2-245-00538-5[7]
- Klein, Michel (1979). Ce qu'ils nous apprennent [O que eles nos ensinam] (em francês). [S.l.]: Robert Laffont. ISBN 2-221-00330-6
- Klein, Michel (2006). L'avocat des bêtes [O defensor dos animais] (em francês). [S.l.]: Éditions Anne Carrière. ISBN 2843373743
- Klein, Michel; Hasbrouck, Michel (2010). Réussir son chien [Ter sucesso com seu cão] (em francês). [S.l.]: Éditions Helvedog. ISBN 978-2-8399-0647-0